# Reinhardt Fengler
Reinhardt Fengler (* 5. Februar 1957 in der DDR) ist ein ehemaliger deutscher Eishockeyspieler, der jahrelang für den SC Dynamo Berlin und der DDR-Nationalmannschaft spielte. Darüber hinaus ist er Mitglied der Hockey Hall of Fame Deutschland.

## Karriere
Reinhardt Fengler begann seine Profikarriere 1974 beim SC Dynamo Berlin in der DDR-Oberliga. Für die Spreestädter stand der Verteidiger insgesamt 18 Spielzeiten auf dem Eis und holte zwölf DDR-Meisterschaften mit dem Verein. Dabei absolvierte er 229 Spiele und erzielte 40 Tore.
Nach der politischen Wende stand der 1,75 Meter große Spieler noch bis 1992 im Kader des neu gegründeten EHC Dynamo Berlin und wechselte zur Saison 1994/95 in die damalige 2. Liga Süd zum ETC Crimmitschau. Dort stieg er mit der Mannschaft in die Hacker-Pschorr-Liga auf und wurde in der nächsten Spielzeit zum Mannschaftskapitän gewählt. Nach der Saison 1996/97 beendete der ehemalige Nationalspieler nach einem Zerwürfnis mit dem damaligen Manager des ETC – Peter Kolbe – seine aktive Karriere. Insgesamt trug er 107 Mal das Trikot der Westsachsen und erzielte dabei 21 Tore und 50 Vorlagen.

### International
Fengler stand bereits ein Jahr nach seinem Karrierestart beim SC Dynamo Berlin im Kader der DDR-Nationalmannschaft und wurde bei seinem Debüt während der B-Weltmeisterschaft 1975 mit seiner Mannschaft Gruppensieger und stieg in die A-Gruppe auf. In seiner Karriere kam Fengler auf insgesamt 250 Nationalmannschaftseinsätze.

## Erfolge und Auszeichnungen
- 12×Meister mit dem SC Dynamo Berlin
- Aufstieg in die Hacker-Pschorr-Liga mit dem ETC Crimmitschau als Spielertrainer
- Mitglied der Hockey Hall of Fame Deutschland